# ブルゴーニュで会いましょう
『ブルゴーニュで会いましょう』（ブルゴーニュであいましょう、仏: Premiers Crus）は、2015年のフランスのドラマ映画。

## あらすじ
フランス・ブルゴーニュのワイナリーで生まれたシャルリは束縛を嫌い、パリでワイン評論家として活動していた。
ある時、実家のワイナリーが経営不振で売却寸前であると聞き、実家に戻る。
農業や醸造には全くの素人であるシャルリだが、妹夫婦や幼馴染に助けられつつ、昔ながらの農法でワイナリーを立て直そうと挑戦する。

## キャスト
シャルリ・マレシャル
演 - ジャリル・レスペール
パリで人気のワイン評論家。20歳の時に実家のワイナリーを飛び出している。
フランソワ・マレシャル
演 - ジェラール・ランヴァン
シャルリの父親。ここ数年ワイナリーの経営が傾いているが、家族の思い出の地である農園の売却は拒否している。
経営立て直しの為に戻ってきた息子をよく思っていないが、苦労しながらブドウ作りに取り組む姿を見るうちに心境に変化が生まれる。
ブランシュ・モービュイソン
演 - アリス・タグリオーニ
マレシャル家の隣でワイナリーを営むモービュイソン家の娘。マレシャル兄妹の幼馴染。アメリカ人との結婚を目前に控えている。
母親からは家業を継ぐことを反対されている。
マリー・マレシャル
演 - ローラ・スメット
レストランでシェフとして働く、シャルリの妹。
マルコ・マレシャル
演 - ラニック・ゴートリー
マリーの夫。ワイナリーで醸造家として働く。
マリーとの間に、チボーという息子がいる。